# ソウルシティツアーバス

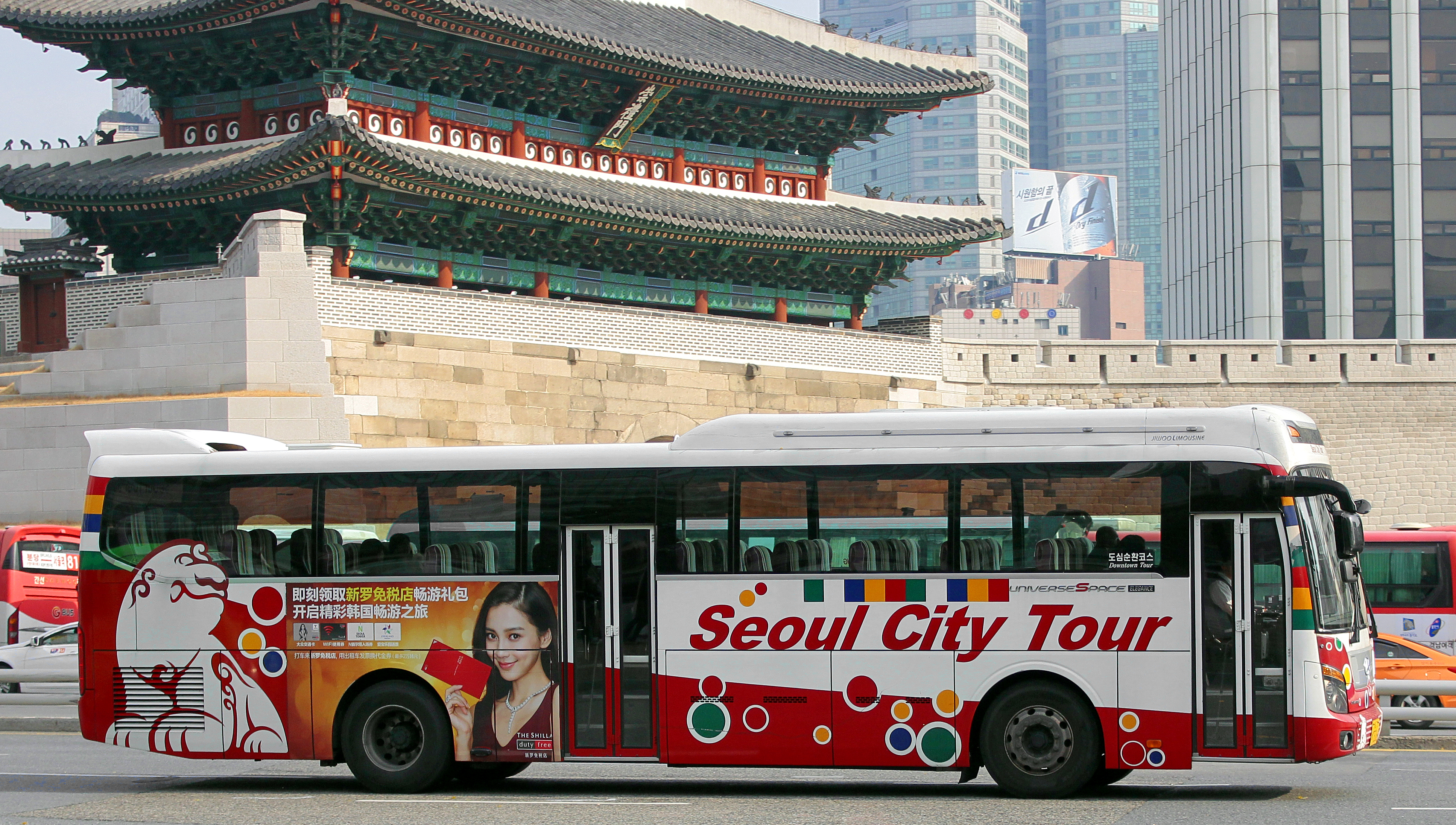
ソウルシティツアーバス（現在は退役）

ソウルシティツアーバスは、大韓民国 ソウル市 の中心部を走る、特に外国人の観光客を対象とする循環バス（定期観光バス）である。
利用者は路線バスのように各停留所で自由に乗降可能（夜間コース除く）。備え付けのヘッドホンで日本語を含む多言語による解説が行われている。
なお、同名のバスが異なる2つの事業者により運行されているので、混同しないように注意が必要である。一方は赤色のバスで光化門駅から、もう一方は黄色のバスで東大門デザインプラザから出発する。

## 周遊コース
赤色のバス（事業者名: ソウルシティツアーバス。『ソウルタイガーバス』のブランド名あり）は光化門から出発する。2025年6月現在、オープントップ2階建てバスとグラストップ2階建てバス（天井がガラス張り）、ハイデッカーを改造した一般オープンバスの3種類がある。
- 都心古宮南山コース - 約30分おきに運行

光化門駅 - 明洞 - 南山コル韓屋村 - アンバサダーソウルプルマンホテル - 新羅ホテル - Nソウルタワー - ハイアットホテル - 東大門デザインプラザ - 大学路 - 昌慶宮 - 昌徳宮 - 仁寺洞、北村 - 青瓦台の前 - 景福宮、民俗博物館、現代美術館 - 世宗文化会館、光化門広場 - 光化門駅
- 夜景コース

光化門駅 - (江辺北路) - (盤浦大橋) - (聖水大橋) - (漢南大橋) - Nソウルタワー - 南大門市場 - 清渓広場

もう一方の黄色のバス（事業者名: イエローバルーンシティバス）は東大門から出発する。全車が黄色の2階建てバスである。
- 伝統文化コース - 昼間は約40分おき、夜間は1日1便のみ

東大門デザインプラザ - バンサン、中部市場 - 乙支路3街 - 乙支路入口 - 青瓦台 - 通仁市場 - 光化門広場 - ソウル駅 - 南大門市場 - 南山ケーブルカー - 明洞 - 鍾閣 - 仁寺洞 - 宗廟 - 広蔵市場 - 東大門デザインプラザ
なお、昼夜ともに同じルートで走行するが、夜景コースは途中の停留所は全て通過するほか、観光ガイドの提供もない。

## ギャラリー

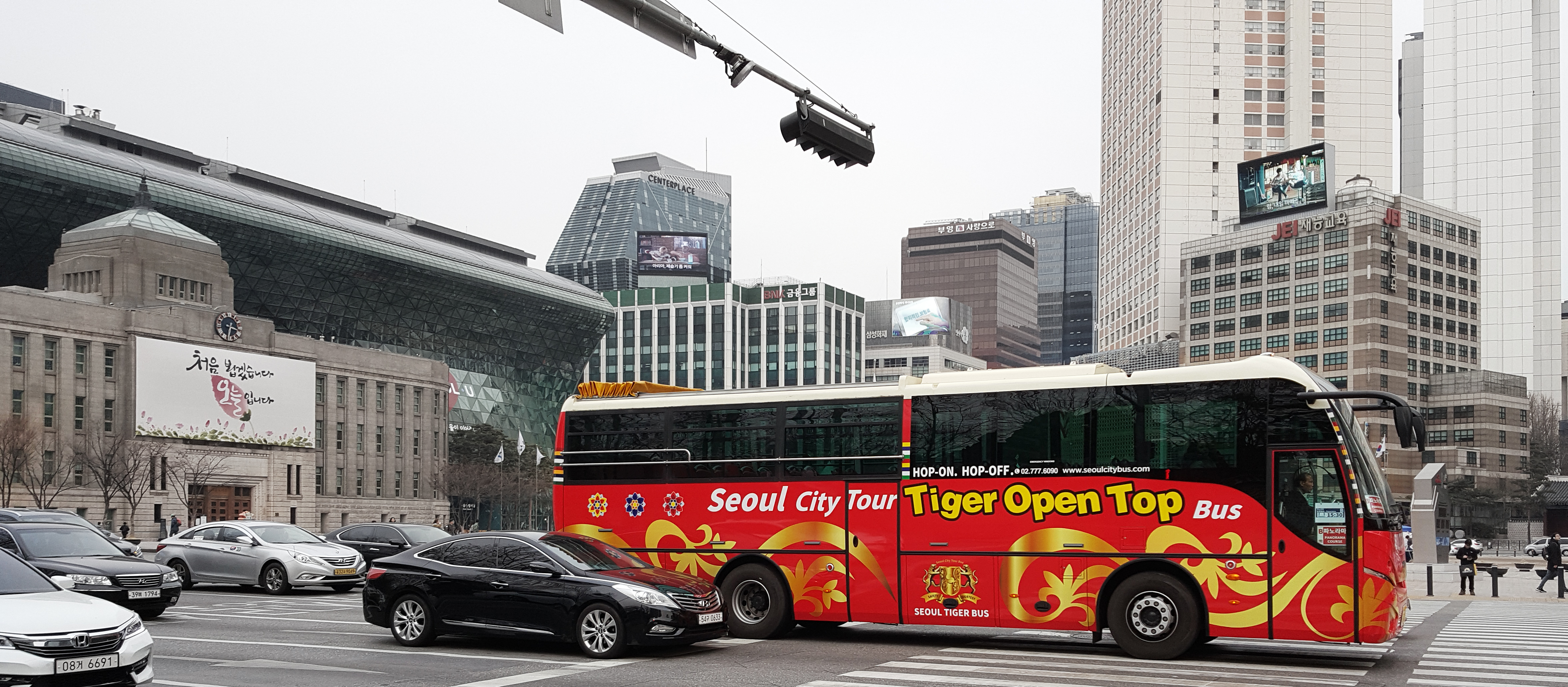
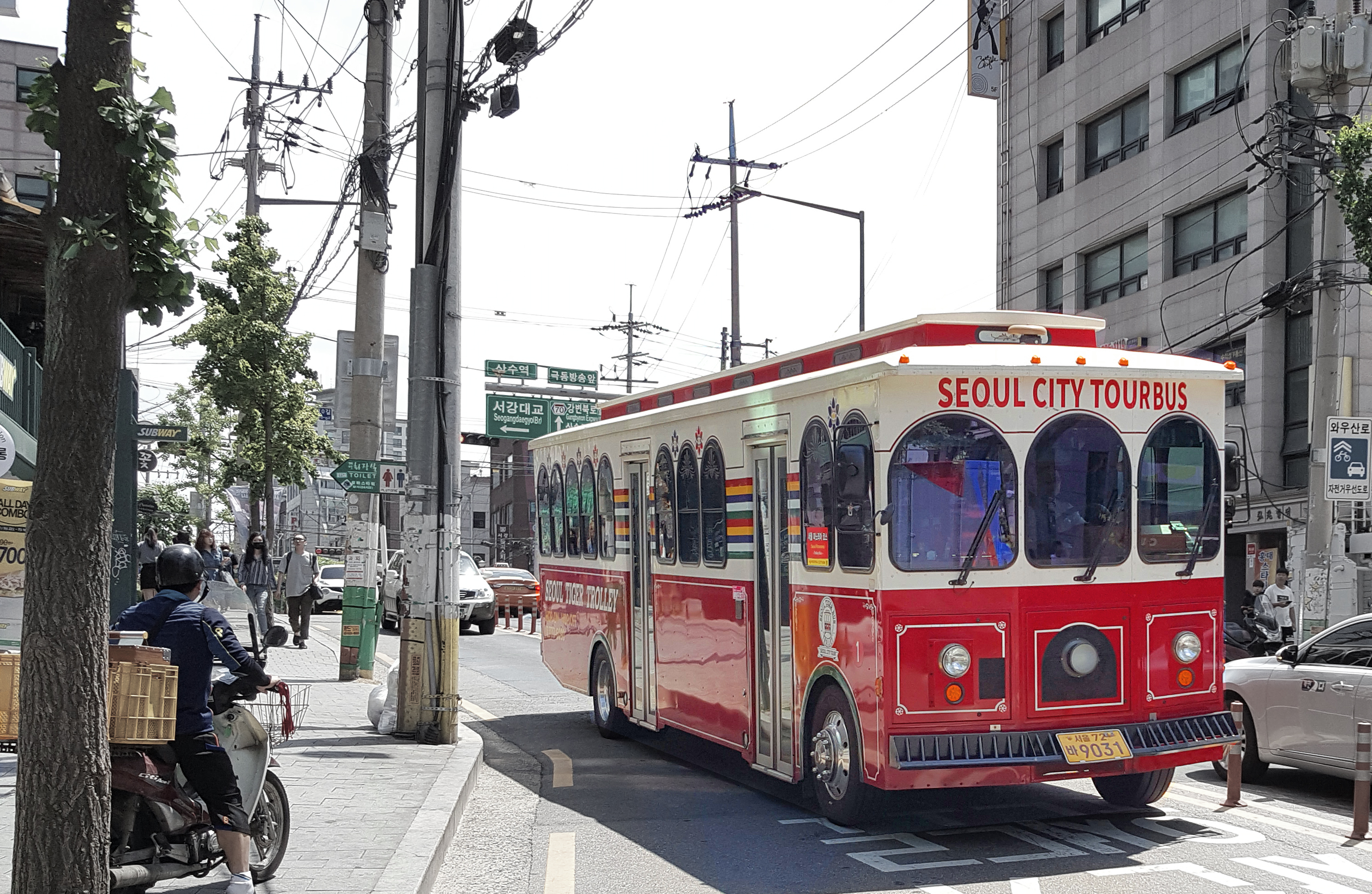
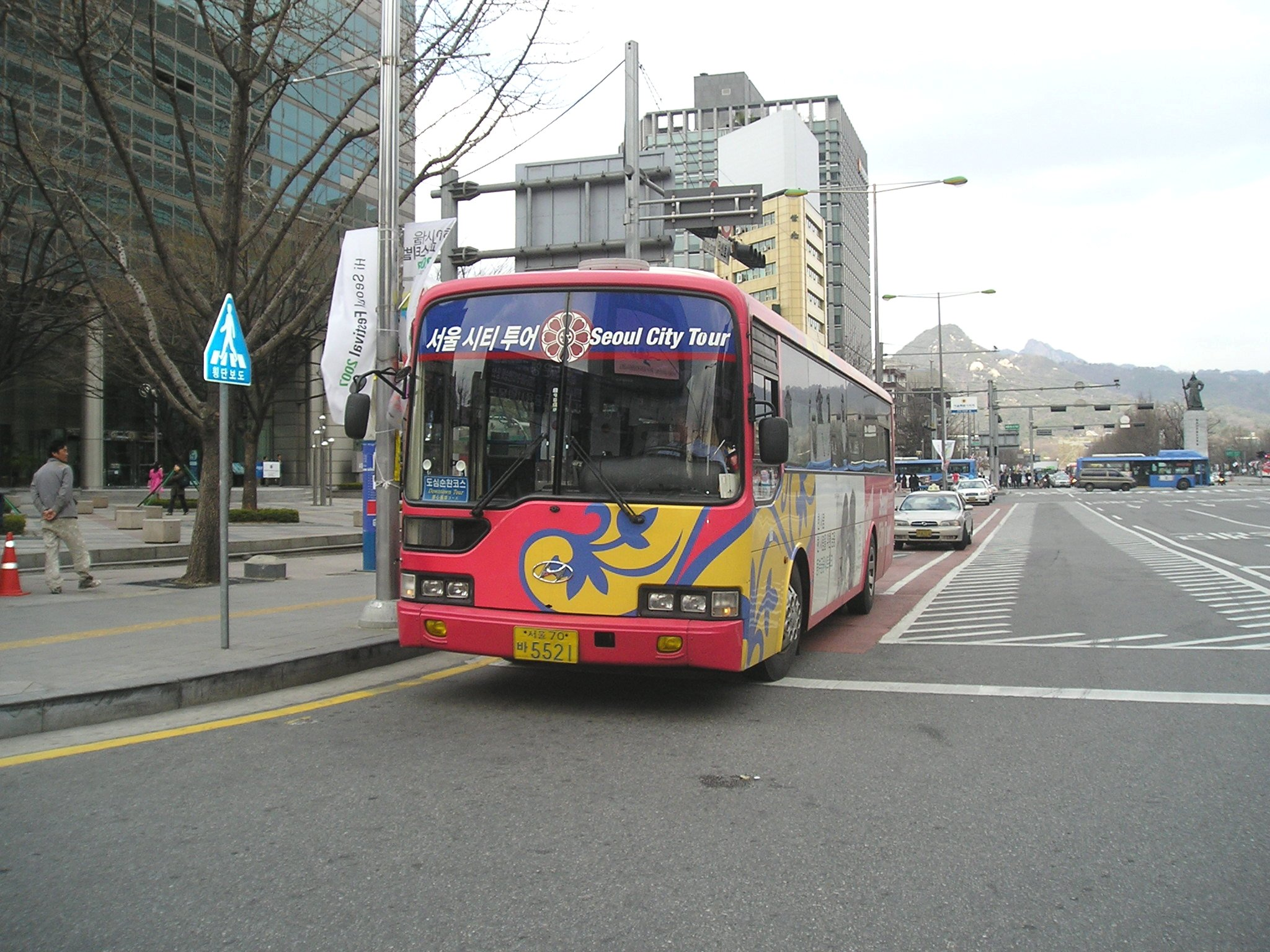
ソウルシティツアーバス(退役)
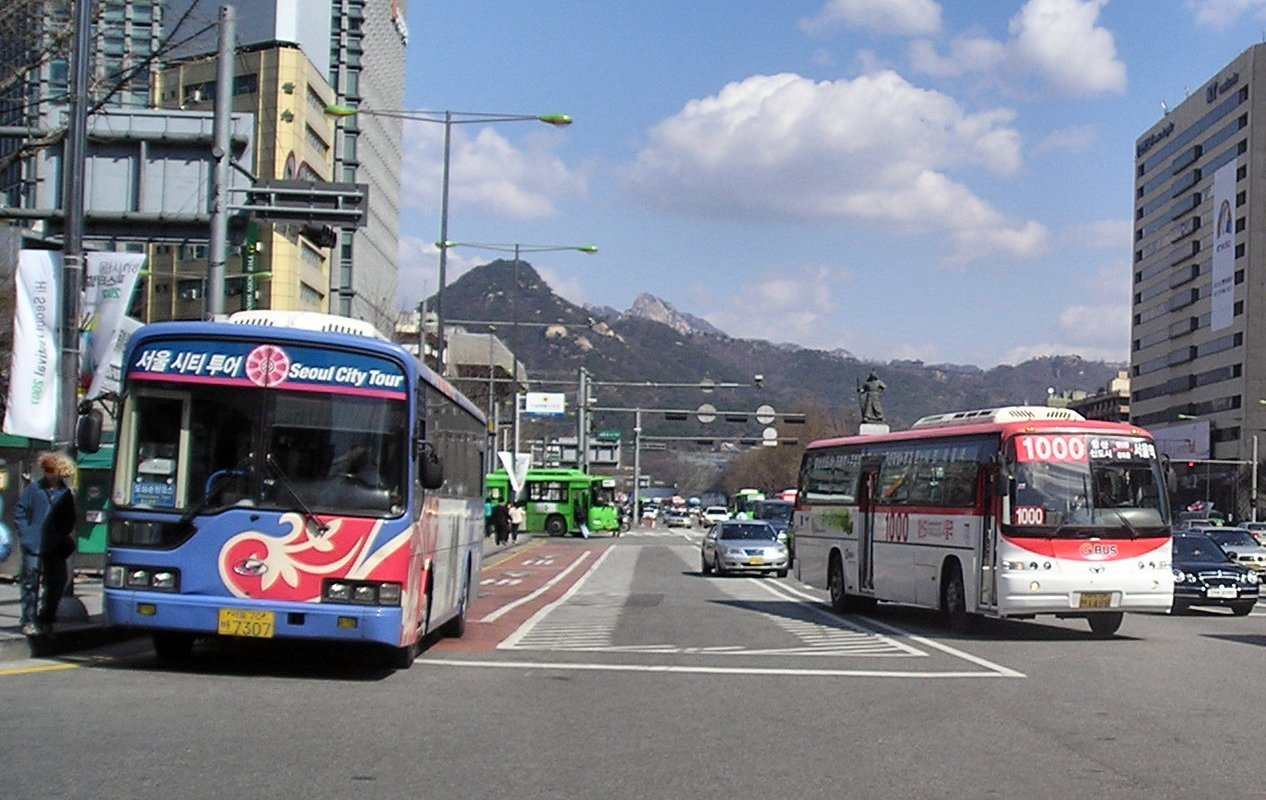
ソウルシティツアーバス(退役)